# 1980 en sport
Cet article présente les faits marquants de l'année 1980 en sport.

## Automobile
- Alan Jones remporte le Championnat du monde de Formule 1 au volant d'une Williams-Ford.
- Deuxième et dernière saison du Championnat BMW M1 Procar, remportée par Nelson Piquet.

## Baseball
- Les Phillies de Philadelphie remportent la Série mondiale face aux Royals de Kansas City
- George Brett frappe 0,390; la meilleure moyenne depuis 1941. Il remporte aussi le MVP. Mike Schmidt remporte le MVP dans la ligue nationale
- Finale du championnat de France : Paris UC bat Nice UC

## Basket-ball
- NBA : victoire des Lakers de Los Angeles face aux 76ers de Philadelphie 4 manches à 2.
- Tours est champion de France.

## Cyclisme
- Joop Zoetemelk remporte le Tour de France. Bernard Hinault, victime d'une tendinite, abandonne avec le maillot jaune sur les épaules.
- Bernard Hinault remporte le Tour d'Italie et devient champion du monde à Sallanches.
- Faustino Rupérez remporte le Tour d'Espagne.
- Francesco Moser remporte Paris-Roubaix pour la 3e année consécutive.

## Football
- Le FC Nantes remporte le championnat de France de football.
- L'Allemagne remporte le Championnat d'Europe de football.
  - Article de fond : Championnat d'Europe de football 1980

## Football américain
- 20 janvier : Super Bowl XIV : Steelers de Pittsburgh 31, Rams de Los Angeles 19. Article détaillé : Saison NFL 1979.

## Hockey sur glace
- Les Islanders de New York remportent la Coupe Stanley.
- Coupe Magnus : ASG Tours champion de France.
- Arosa champion de Suisse.
- Les États-Unis remportent la médaille d'or du tournoi olympique des Jeux olympiques d'hiver de 1980.
- Les joueurs Peter et Anton Šťastný se joignent aux Nordiques de Québec après avoir fui la Tchécoslovaquie.

## Jeux olympiques
- Jeux olympiques d'été à Moscou (Union soviétique) dont les compétitions se tiennent entre le 19 juillet et le 3 août.
  - Article de fond: Jeux olympiques d'été de 1980.
- Jeux olympiques d'hiver à Lake Placid (États-Unis) dont les compétitions se tiennent entre le 13 février et le 24 février.
  - Article de fond: Jeux olympiques d'hiver de 1980.

## Rugby à XIII
- 18 mai : à Toulouse, le Villeneuve-sur-Lot remporte le Championnat de France face au Saint-Estève 12-7.
- 30 mai : à Narbonne, le XIII Catalan remporte la Coupe de France face à Carcassonne 18-8.

## Rugby à XV
- L'Angleterre remporte le Tournoi des Cinq Nations en signant un Grand Chelem.
  - Article détaillé : Tournoi des cinq nations 1980
- L'AS Béziers est champion de France.

## Ski alpin
- Coupe du monde
  - Andreas Wenzel (Liechtenstein) remporte le classement général de la Coupe du monde.
  - Hanni Wenzel (Liechtenstein) remporte le classement général de la Coupe du monde féminine.

## Tennis
- Open d'Australie : Brian Teacher gagne le tournoi masculin, Hana Mandlíková s'impose chez les féminines.
- Tournoi de Roland-Garros : Björn Borg remporte le tournoi masculin, Chris Evert gagne dans le tableau féminin.
- Tournoi de Wimbledon : Björn Borg gagne le tournoi masculin, Evonne Goolagong Cawley s'impose chez les féminines.
- US Open : John McEnroe gagne le tournoi masculin, Chris Evert gagne chez les féminines.
- 7 décembre : au Centre Sportovni de Prague, la Tchécoslovaquie bat l'Italie 4-1 en finale et remporte l'édition 1980 de la Coupe Davis.

## Voile
- Phil Weld remporte l'OSTAR à bord de Moxie en 17j 23h 12'.

## Naissances
- 5 janvier : Li Ting, joueuse de tennis chinoise.
- 12 janvier : Akiko Morigami, joueuse de tennis japonaise.
- 16 janvier : Seydou Keita, footballeur malien.
- 19 janvier : Jenson Button, pilote automobile britannique de Formule 1.
- 25 janvier : Xavi Hernández, footballeur espagnol.
- 27 janvier : Marat Safin, joueur de tennis russe.
- 28 janvier : Claude Marquis, joueur de basket-ball français. († 25 août 2024).

- 7 février : Diogo Mateus, joueur de rugby à XV portugais.
- 20 février : 
  - Imanol Harinordoquy, rugbyman du XV de France.
  - Anne Poleska, nageuse allemande.
- 21 février : Yannick Lupien, nageur canadien.
- 24 février : Roman Sludnov, nageur russe, spécialiste de la brasse.
- 26 février : Steve Blake, joueur américain de basket-ball évoluant en NBA.

- 19 mars : Johan Olsson, skieur de fond suédois.
- 21 mars : Ronaldinho, footballeur brésilien.
- 26 mars : Pascal Hens, handballeur allemand évoluant au poste d'arrière gauche, champion du monde en 2007, champion d'Europe en 2004.

- 1er avril : Travis Lisabeth, joueur de hockey sur glace canadien.
- 18 avril : Luke Harbut, joueur de rugby à XV anglais (pilier).
- 25 avril : Alejandro Valverde, cycliste espagnol
- 29 avril : Patrick Staudacher, skieur alpin italien, champion du monde de Super-G en 2007.

- 5 mai : Yossi Benayoun, footballeur israélien.
- 9 mai : Mehdi Khaldoun, judoka français.
- 18 mai : Michaël Llodra, joueur de tennis français.
- 30 mai : Steven Gerrard, footballeur anglais

- 7 juin : Ed Moses, nageur américain, spécialiste de la brasse
- 13 juin : Florent Malouda, footballeur français.
- 17 juin : Venus Williams, joueuse de tennis américaine
- 23 juin : Francesca Schiavone, joueuse de tennis italienne.

- 6 juillet : Pau Gasol, basketteur espagnol évoluant en NBA.
- 7 juillet : Michelle Kwan, patineuse américaine, 9 fois championne des États-Unis, 5 fois championne du monde et deux fois médaillée olympique (Argent en 1998 et Bronze en 2002).
- 19 juillet : Xavier Malisse, joueur de tennis belge.
- 29 juillet : Fernando González, joueur de tennis chilien.
- 31 juillet : Mikko Hirvonen, pilote automobile (rallye) finlandais.

- 16 août : Julien Absalon, coureur en VTT français, 2 titres olympiques de cross-country et 4 titres mondiaux.
- 18 août :
  - Esteban Cambiasso, joueur argentin de football.
  - Jeremy Shockey, joueur américain de football U.S.

- 1er septembre : Shogo Akada, joueur de baseball japonais.
- 11 septembre : Antônio Pizzonia, pilote automobile brésilien de Formule 1, ayant disputé 20 Grands Prix de 2003 à 2005.
- 12 septembre : 
  - Matthew Savoie, patineur artistique américain
  - Yao Ming, basketteur chinois de 2,29 m évoluant au poste de pivot dans le championnat NBA.
- 23 septembre : Leonardo Morsut, joueur de volley-ball italien.
- 24 septembre : Daniele Bennati, coureur cycliste italien.
- 27 septembre : Akinori Asashōryū, lutteur sumo mongol, 68e yokozuna de l'histoire du sumo.
- 30 septembre :
  - Martina Hingis, joueuse de tennis suisse
  - Stefan Lindemann, patineur artistique allemand

- 4 octobre :
  - Sarah Fisher, pilote automobile américaine courant en IndyCars séries
  - Tomáš Rosický, joueur tchèque de football.
  - Ludivine Furnon, gymnaste française, médaillée de bronze au sol lors des championnats du monde en 1995, championne d'Europe en 2000 au sol.
- 7 octobre : Jean-Marc Gaillard, skieur de fond français.
- 9 octobre : Henrik Zetterberg, joueur suédois de hockey sur glace évoluant dans la LNH.
- 13 octobre : Marcel Marcilloux, escrimeur français champion du monde au fleuret par équipes en 2006.
- 27 octobre : Ondřej Bank, skieur alpin tchèque.
- 6 novembre : Margot Laffite, pilote automobile et animatrice de télévision française.

- 12 novembre : Benoît Pedretti, joueur de football français.
- 13 novembre : Benjamin Darbelet, judoka français, champion d'Europe en 2003, vice-champion olympique en 2008.
- 18 novembre : Christian Zeitz, handballeur allemand, champion du monde en 2007, champion d'Europe en 2004.
- 20 novembre : Marek Krejčí, footballeur slovaque. († 26 mai 2007).
- 25 novembre : John-Michael Liles, joueur américain de hockey sur glace évoluant dans la LNH.
- 7 décembre : John Terry, footballeur anglais (78 sélections et 6 buts en équipe nationale).

- 8 décembre : 
  - Francis Mourey, coureur cycliste français, spécialiste de cyclo-cross.
  - Salomon Olembe, footballeur camerounais.
- 31 décembre : Richie McCaw, joueur de rugby à XV néo-zélandais

## Décès
- 1er février : Gastone Nencini, 49 ans, coureur cycliste italien. (° 1er mars 1930).
- 15 mars : Emile Pladner, 74 ans, boxeur français. (° 2 septembre 1906).
- 31 mars : Jesse Owens, 66 ans, athlète américain (° 12 septembre 1913).
- 2 mai : Clarrie Grimmett, 88 ans, joueur de cricket australien. (° 25 décembre 1891).
- 1er août : Patrick Depailler, 35 ans, pilote automobile français (° 9 août 1944)